# Piano Anaconda

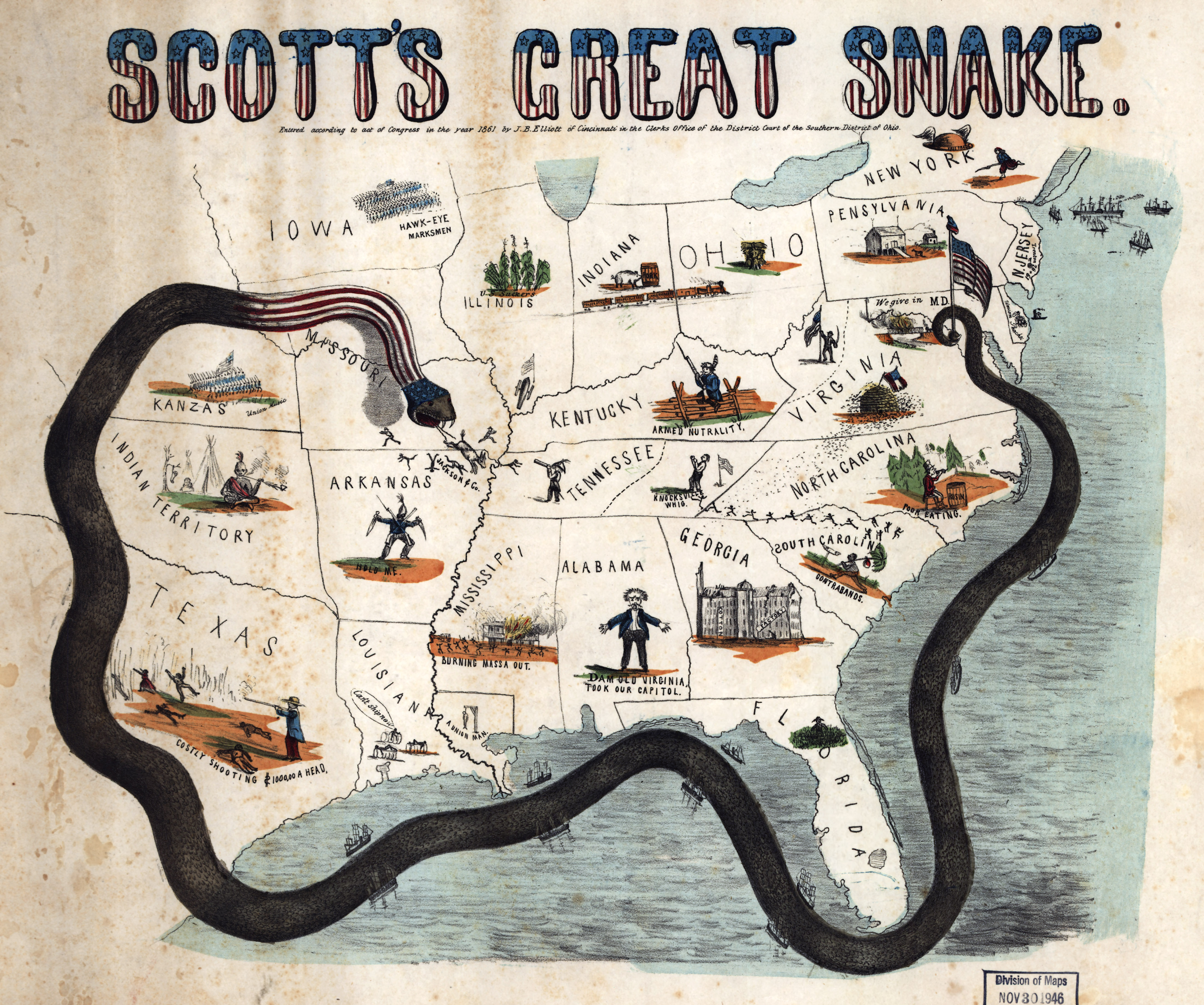
Una mappa del 1861 raffigurante il Piano Anaconda

Il Piano Anaconda fu il nome dato ad un progetto militare elaborato durante la guerra di secessione americana dal generale nordista Winfield Scott. Il piano prevedeva di circondare gli stati confederati sia via mare (tramite un blocco navale) sia via terra, prendendo il controllo dei fiumi Mississippi e Tennessee.

## Il piano
Lo scopo era quello di “stritolare” gli stati del Sud (da qui il nome “anaconda”) in una morsa che avrebbe impedito l'esportazione verso l'Europa di cotone, tabacco ed altre materie prime sulla cui vendita si basava l'economia dei confederati. 
Il blocco contro il Sud produsse buoni risultati nei primi sei mesi del conflitto e col tempo divenne ancor più efficace.

## Valutazione
Ad oltre 150 anni dalla fine del conflitto, l'importanza del Piano Anaconda sul successo finale dell'Unione rimane ancora argomento di dibattito tra gli storici. Senza dubbio il blocco navale da solo non sarebbe potuto risultare decisivo per le sorti della guerra civile. Secondo alcuni studi infatti solo un quarto delle imbarcazioni sudiste veniva effettivamente catturato dalla marina unionista. 
D'altro canto non vi sono dubbi che il blocco abbia notevolmente ridotto il commercio internazionale degli stati del sud causandone un progressivo deterioramento dell'economia che alla lunga ebbe un ruolo chiave per l'esito del conflitto.